# 이민석 (1963년)

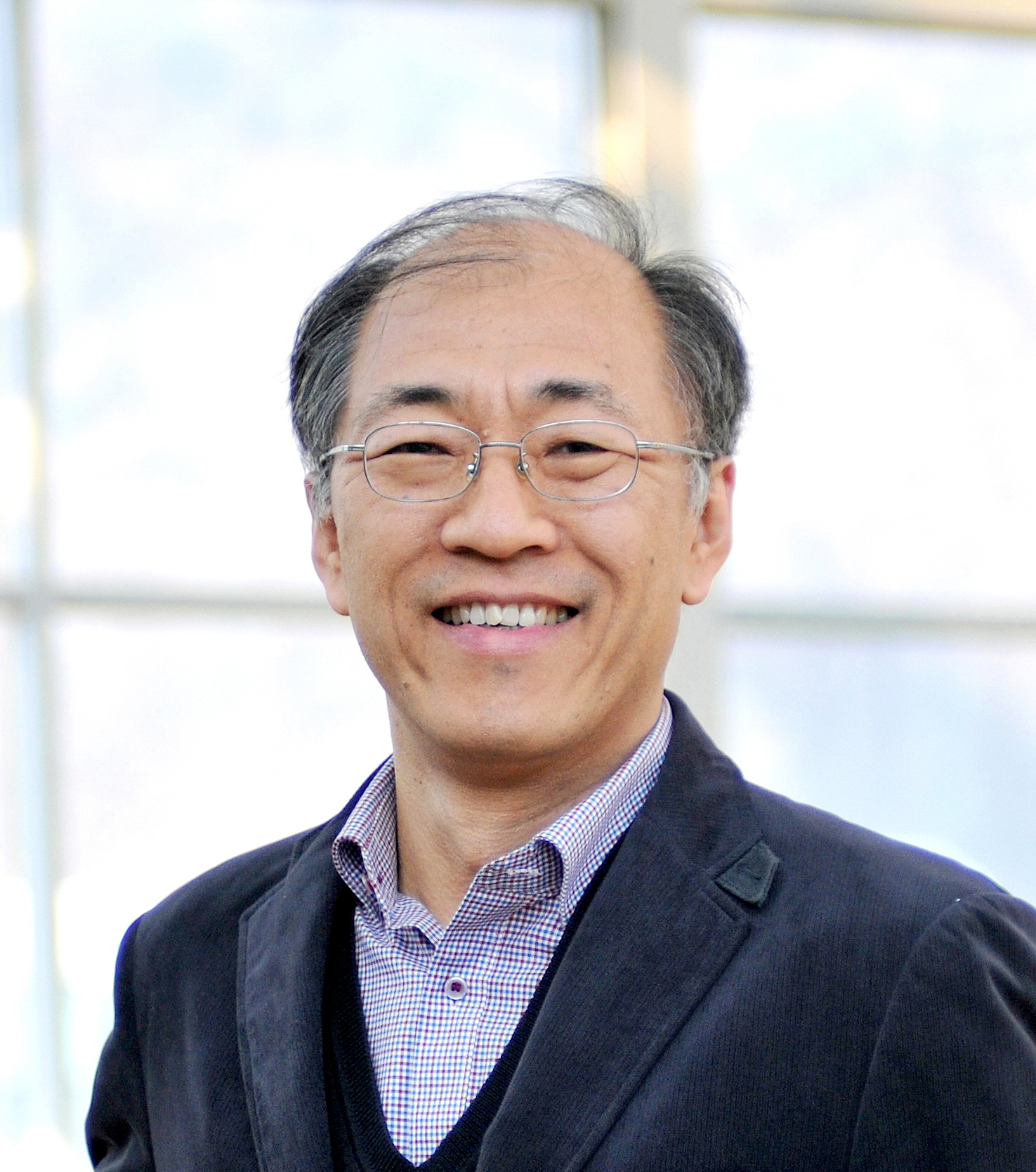
이민석

이민석(1963년 10월 9일 ~ )은 소프트웨어 개발자이자 교수이다. 한성대학교, NHN NEXT에서 근무하였으며, 현재는 2015년 3월부터 국민대학교 소프트웨어학부의 교수로 근무하고 있으며, 2019년 8월부터는 이노베이션 아카데미의 학장을 맡고있다. 주요 연구 분야는 오픈 소스 소프트웨어, 임베디드 시스템, 리눅스, 소프트웨어 교육 등이다.
1999년부터 2002년까지 (주) 팜팜테크의 CTO로 리눅스 스마트폰을 만드는 일을 했으며, 그 전에는 (주)이미지 시스템에서 TCP/IP, 그래픽카드, X윈도우 터미널 등을 만들었다. 교수로서 오픈 소스 정책에 관한 자문을 하고 있으며, 동북아 공개 소스 소프트웨어 포럼의 인력 양성 분과에서 일하고 있으며, 한국 정보과학회의 오픈소스소프트웨어연구회 위원장도 맡고 있다.

## 학력 사항
- 1995년 2월 서울대 컴퓨터공학 박사
- 1988년 2월 서울대 컴퓨터공학 석사
- 1986년 2월 서울대 컴퓨터공학 학사

## 경력 사항
- 1990년 1월 ~ 1995년 2월 : (주) 이미지 시스템, 연구소장
- 1999년 9월 ~ 2002년 7월 : (주) 팜팜테크 CTO
- 1995년 3월 ~ 2014년 8월 : 한성대학교 컴퓨터공학과 교수
- 2011년 11월 ~ 2015년 2월 : NHN NEXT 학장
- 2015년 2월 ~ 2019년 7월 : 국민대학교 소프트웨어학부 교수 / 창업지원단장
- 2019년 8월 ~ 2022년 7월: 이노베이션 아카데미 학장
- 2022년 9월 ~ 현재: 국민대학교 소프트웨어학부 교수